# Campeonato Argentino de Rugby 1973
El Campeonato Argentino de Rugby de 1973 fue la vigésimo-novena edición del torneo de uniones regionales organizado por la Unión Argentina de Rugby. Se llevó a cabo entre el 24 de junio y el 19 de agosto de 1973, con la Unión Cordobesa de Rugby siendo elegida como la sede de las fases finales del torneo en celebración del cuatricentenario de la fundación de la ciudad de Córdoba. Los encuentros se llevaron a cabo en las instalaciones del Córdoba Athletic Club.
La Unión de Rugby de Cuyo alcanzó la final del torneo por primera vez en su historia, cayendo ante el equipo de Buenos Aires por un marcador final de 14-0. El equipo de la Unión Argentina de Rugby se quedaba así con su décimo-primer título, igualando el récord del extinto seleccionado de Provincia como máximos ganadores del torneo.
En esta temporada se disputó también el Campeonato Argentino de Clubes, versión a nivel clubes del Campeonato Argentino de Rugby y precursor del actual Torneo Nacional de Clubes. Este torneo reunió a los clubes campeones de las uniones regionales y los clubes de Buenos Aires con el mismo objetivo de difundir el deporte en la Argentina. Marista Rugby Club, representando a la Unión de Rugby de Cuyo, fue el campeón del torneo.

## Equipos participantes
Participaron de esta edición quince equipos: catorce uniones provinciales y la Unión Argentina de Rugby, representada por el equipo de Buenos Aires. 
| Equipo        | Unión                                                |
| ------------- | ---------------------------------------------------- |
| Alto Valle    | Unión de Rugby del Alto Valle de Río Negro y Neuquén |
| Austral       | Unión de Rugby Austral                               |
| Buenos Aires  | Unión Argentina de Rugby                             |
| Chubut        | Unión de Rugby del Valle del Chubut                  |
| Córdoba       | Unión Cordobesa de Rugby                             |
| Cuyo          | Unión de Rugby de Cuyo                               |
| Jujuy         | Unión Jujeña de Rugby                                |
| Mar del Plata | Unión de Rugby de Mar del Plata                      |
| Nordeste      | Unión de Rugby del Nordeste                          |
| Rosario       | Unión de Rugby de Rosario                            |
| Salta         | Unión de Rugby de Salta                              |
| San Juan      | Unión Sanjuanina de Rugby                            |
| Santa Fe      | Unión Santafesina de Rugby                           |
| Sur           | Unión de Rugby del Sur                               |
| Tucumán       | Unión de Rugby de Tucumán                            |

## Partidos

### Rueda preliminar
| 24 de junio | Cuyo | 45 - 4  | San Juan | Mendoza,                                              |                                                       |
|             |      | Reporte |          | Árbitro(s): Fernando R. Malmierca (Unión de Tucumán). | Árbitro(s): Fernando R. Malmierca (Unión de Tucumán). |

| 24 de junio | Sur | 9 - 15  | Mar del Plata | Bahía Blanca,                              |                                            |
|             |     | Reporte |               | Árbitro(s): Marcelo Vitón (Unión del Sur). | Árbitro(s): Marcelo Vitón (Unión del Sur). |

| 24 de junio | Tucumán | 51 - 18 | Jujuy | Tucumán,                                  |                                           |
|             |         | Reporte |       | Árbitro(s): Oscar Menne (Unión Cordobesa) | Árbitro(s): Oscar Menne (Unión Cordobesa) |

| 1 de julio | Nordeste | 15 - 22 | Santa Fe | Resistencia,                                    |                                                 |
|            |          | Reporte |          | Árbitro(s): Manuel A. Peralta (Unión Cordobesa) | Árbitro(s): Manuel A. Peralta (Unión Cordobesa) |

| 9 de julio | Alto Valle | 0 - 95  | Buenos Aires | Neuquén,                            |                                     |
|            |            | Reporte |              | Árbitro(s): Armando Zungri (U.A.R.) | Árbitro(s): Armando Zungri (U.A.R.) |

|  | Octavos de final | Octavos de final | Octavos de final |               |         | Cuartos de final | Cuartos de final | Cuartos de final |   |         | Semifinales  | Semifinales  | Semifinales  |  |      | Final        | Final        | Final        |  |
|  | 15 de julio      | 15 de julio      | 15 de julio      |               |         | 29 de julio      | 29 de julio      | 29 de julio      |   |         | 17 de agosto | 17 de agosto | 17 de agosto |  |      | 19 de agosto | 19 de agosto | 19 de agosto |  |
|  |                  |                  |                  |               |         |                  |                  |                  |   |         |              |              |              |  |      |              |              |              |  |
|  |                  |                  |                  |               |         |                  |                  |                  |   |         |              |              |              |  |      |              |              |              |  |
|  |                  |                  |                  |               |         |                  |                  |                  |   |         |              |              |              |  |      |              |              |              |  |
|  |                  |                  |                  |               |         |                  |                  |                  |   |         |              |              |              |  |      |              |              |              |  |
|  |                  |                  |                  |               |         |                  |                  |                  |   |         |              |              |              |  |      |              |              |              |  |
|  |                  |                  |                  |               |         |                  |                  |                  |   |         |              |              |              |  |      |              |              |              |  |
|  |                  |                  |                  |               |         |                  |                  |                  |   |         |              |              |              |  |      |              |              |              |  |
|  |                  |                  |                  |               |         |                  |                  |                  |   |         |              |              |              |  |      |              |              |              |  |
|  |                  |                  |                  |               |         |                  |                  |                  |   |         |              |              |              |  |      |              |              |              |  |
|  |                  |                  |                  |               |         |                  |                  |                  |   |         |              |              |              |  |      |              |              |              |  |
|  |                  |                  |                  |               |         |                  |                  |                  |   |         |              |              |              |  |      |              |              |              |  |
|  |                  |                  |                  |               |         |                  | Córdoba          | Córdoba          | 9 |         |              |              |              |  |      |              |              |              |  |
|  |                  |                  |                  |               |         |                  |                  |                  | 9 |         |              |              |              |  |      |              |              |              |  |
|  |                  |                  | Cuyo             | Cuyo          | 15      |                  |                  |                  |   |         |              |              |              |  |      |              |              |              |  |
|  | Cuyo             | Cuyo             | Cuyo             | Cuyo          | 15      | 86               |                  |                  |   |         |              |              |              |  |      |              |              |              |  |
|  | Cuyo             | Cuyo             |                  |               |         |                  |                  |                  |   |         |              |              |              |  |      |              |              |              |  |
|  | Chubut           | Chubut           | 3                |               |         |                  |                  |                  |   |         |              |              |              |  |      |              |              |              |  |
|  | Chubut           | Chubut           | 3                |               | Cuyo    | Cuyo             | 7                |                  |   |         |              |              |              |  |      |              |              |              |  |
|  |                  |                  |                  |               | Cuyo    | Cuyo             | 7                |                  |   |         |              |              |              |  |      |              |              |              |  |
|  |                  |                  | Mar del Plata    | Mar del Plata | 3       |                  |                  |                  |   |         |              |              |              |  |      |              |              |              |  |
|  | Mar del Plata    | Mar del Plata    | Mar del Plata    | Mar del Plata | 3       | 60               |                  |                  |   |         |              |              |              |  |      |              |              |              |  |
|  | Mar del Plata    | Mar del Plata    |                  |               |         |                  |                  |                  |   |         |              |              |              |  |      |              |              |              |  |
|  | Austral          | Austral          | 0                |               |         |                  |                  |                  |   |         |              |              |              |  |      |              |              |              |  |
|  | Austral          | Austral          | 0                |               |         |                  |                  |                  |   |         |              |              |              |  | Cuyo | Cuyo         | 0            |              |  |
|  |                  |                  |                  |               |         |                  |                  |                  |   |         |              |              |              |  | Cuyo | Cuyo         | 0            |              |  |
|  |                  |                  | Buenos Aires     | Buenos Aires  | 14      |                  |                  |                  |   |         |              |              |              |  |      |              |              |              |  |
|  | Santa Fe         | Santa Fe         | Buenos Aires     | Buenos Aires  | 14      | 4                |                  |                  |   |         |              |              |              |  |      |              |              |              |  |
|  | Santa Fe         | Santa Fe         |                  |               |         |                  |                  |                  |   |         |              |              |              |  |      |              |              |              |  |
|  | Rosario          | Rosario          | 17               |               |         |                  |                  |                  |   |         |              |              |              |  |      |              |              |              |  |
|  | Rosario          | Rosario          | 17               |               | Rosario | Rosario          | 18               |                  |   |         |              |              |              |  |      |              |              |              |  |
|  |                  |                  |                  |               | Rosario | Rosario          | 18               |                  |   |         |              |              |              |  |      |              |              |              |  |
|  |                  |                  | Salta            | Salta         | 3       |                  |                  |                  |   |         |              |              |              |  |      |              |              |              |  |
|  | Salta            | Salta            | Salta            | Salta         | 3       | 18               |                  |                  |   |         |              |              |              |  |      |              |              |              |  |
|  | Salta            | Salta            |                  |               |         |                  |                  |                  |   |         |              |              |              |  |      |              |              |              |  |
|  | Tucumán          | Tucumán          | 14               |               |         |                  |                  |                  |   |         |              |              |              |  |      |              |              |              |  |
|  | Tucumán          | Tucumán          | 14               |               |         |                  |                  |                  |   | Rosario | Rosario      | 9            |              |  |      |              |              |              |  |
|  |                  |                  |                  |               |         |                  |                  |                  |   | Rosario | Rosario      | 9            |              |  |      |              |              |              |  |
|  |                  |                  | Buenos Aires     | Buenos Aires  | 28      |                  |                  |                  |   |         |              |              |              |  |      |              |              |              |  |
|  |                  |                  | Buenos Aires     | Buenos Aires  | 28      |                  |                  |                  |   |         |              |              |              |  |      |              |              |              |  |
|  |                  |                  |                  |               |         |                  |                  |                  |   |         |              |              |              |  |      |              |              |              |  |
|  |                  |                  |                  |               |         |                  |                  |                  |   |         |              |              |              |  |      |              |              |              |  |
|  |                  | Buenos Aires     | Buenos Aires     | bye           |         |                  |                  |                  |   |         |              |              |              |  |      |              |              |              |  |
|  |                  |                  |                  | bye           |         |                  |                  |                  |   |         |              |              |              |  |      |              |              |              |  |
|  |                  |                  |                  |               |         |                  |                  |                  |   |         |              |              |              |  |      |              |              |              |  |
|  | Buenos Aires     | Buenos Aires     | bye              |               |         |                  |                  |                  |   |         |              |              |              |  |      |              |              |              |  |
|  | Buenos Aires     | Buenos Aires     | bye              |               |         |                  |                  |                  |   |         |              |              |              |  |      |              |              |              |  |
|  |                  |                  |                  |               |         |                  |                  |                  |   |         |              |              |              |  |      |              |              |              |  |
|  |                  |                  |                  |               |         |                  |                  |                  |   |         |              |              |              |  |      |              |              |              |  |
|  |                  |                  |                  |               |         |                  |                  |                  |   |         |              |              |              |  |      |              |              |              |  |

### Octavos de final
| 15 de julio | Cuyo | 86 - 3  | Chubut | Mendoza,                                        |                                                 |
|             |      | Reporte |        | Árbitro(s): Manuel A. Peralta (Unión Cordobesa) | Árbitro(s): Manuel A. Peralta (Unión Cordobesa) |

| 15 de julio | Mar del Plata | 60 - 0  | Austral | Mar del Plata,                                       |                                                      |
|             |               | Reporte |         | Árbitro(s): Luis J. Valz (Unión Río Negro y Neuquén) | Árbitro(s): Luis J. Valz (Unión Río Negro y Neuquén) |

| 15 de julio | Santa Fe | 4 - 17  | Rosario | Paraná,                                          |                                                  |
|             |          | Reporte |         | Árbitro(s): Carlos Buonacucina (Unión Cordobesa) | Árbitro(s): Carlos Buonacucina (Unión Cordobesa) |

| 15 de julio | Salta | 18 - 14 | Tucumán | Salta,                                               |                                                      |
|             |       | Reporte |         | Árbitro(s): Robin Alejandro Conti (Unión de Rosario) | Árbitro(s): Robin Alejandro Conti (Unión de Rosario) |

### Cuartos de final
| 29 de julio | Cuyo | 7 - 3   | Mar del Plata | Mendoza,                                            |                                                     |
|             |      | Reporte |               | Árbitro(s): Guillermo E. Quiroga (Unión Cordobesa). | Árbitro(s): Guillermo E. Quiroga (Unión Cordobesa). |

| 29 de julio | Rosario | 18 - 3  | Salta | Rosario,                             |                                      |
|             |         | Reporte |       | Árbitro(s): José M. Cabanas (U.A.R.) | Árbitro(s): José M. Cabanas (U.A.R.) |

### Semifinales
| 17 de agosto | Córdoba | 9 - 15  | Cuyo | Córdoba Athletic Club, Córdoba         |                                        |
|              |         | Reporte |      | Árbitro(s): Florencio Varela (U.A.R.). | Árbitro(s): Florencio Varela (U.A.R.). |

| 17 de agosto | Rosario | 9 - 28  | Buenos Aires | Córdoba Athletic Club, Córdoba             |                                            |
|              |         | Reporte |              | Árbitro(s): Hugo Girolano (Unión de Cuyo). | Árbitro(s): Hugo Girolano (Unión de Cuyo). |

### Final
| 19 de agosto | Cuyo | 0 - 14  | Buenos Aires | Córdoba Athletic Club, Córdoba      |                                     |
|              |      | Reporte |              | Árbitro(s): Eduardo a Niño (U.A.R.) | Árbitro(s): Eduardo a Niño (U.A.R.) |

|                      |
| Buenos Aires Campeón |
| Décimo-primer título |